# São Domingos (Goiânia)
São Domingos é um bairro da cidade brasileira de Goiânia, localizado na região noroeste do município.
O nome do bairro é diretamente relacionado à antiga Fazenda São Domingos, uma propriedade particular loteada a partir da década de 1990 e que se transformou em vários logradouros, com populações majoritariamente de baixa renda. O complexo “Fazenda São Domingos”, que abrange também o bairro São Domingos, abrange outras localidades como o Floresta e Bairro da Vitória.
Sendo um bairro composto por uma população de baixa-renda estima-se que é uns dos bairros mais pobres de Goiânia.
Segundo dados do Instituto Brasileiro de Geografia e Estatística (IBGE), divulgados pela prefeitura, no Censo 2010 a população do bairro São Domingos era de 3 013 pessoas.